# 青海湖站
青海湖站位于青海省海北藏族自治州海晏县青海湖乡，是青藏铁路的一座车站，距离西宁站133公里，于1972年启用，现由中国铁路青藏集团有限公司营运。车站现为五等站，承担货运业务。